# 1948-as magyar úszóbajnokság
Az 1948-as magyar úszóbajnokságot júliusban rendezték meg Budapesten.

## Eredmények

### Férfiak
| Versenyszám                     | Arany                                          | Arany      | Ezüst                                                  | Ezüst   | Bronz                                           | Bronz   |
| ------------------------------- | ---------------------------------------------- | ---------- | ------------------------------------------------------ | ------- | ----------------------------------------------- | ------- |
| 100 m gyorsúszás július 18.     | Kádas Géza Egri SZTK                           | 58,4       | Szathmáry Elemér MTK                                   | 59,2    | Szilárd Zoltán Ferencvárosi TC                  | 59,4    |
| 200 m gyorsúszás július 16.     | Mitró György Bp. Előre                         | 2:12,0     | Kádas Géza Egri SZTK                                   | 2:12,8  | Szathmáry Elemér MTK                            | 2:14,4  |
| 400 m gyorsúszás július 17.     | Mitró György Bp. Előre                         | 4:46,6     | Kádas Géza Egri SZTK                                   | 4:52,8  | Csordás György Újpesti TE                       | 4:53,8  |
| 800 m gyorsúszás június         | Mitró György Bp. Előre                         | 10:09,4    | Csordás György Újpesti TE                              | 10:14,2 | Nyéki Imre Bp. Előre                            | 10:17,4 |
| 1500 m gyorsúszás               | Mitró György Bp. Előre                         | 19:22,0    |                                                        |         |                                                 |         |
| 100 m hátúszás július 18.       | Válent Gyula Egri SZTK                         | 1:10,8     | Bánki Bp. Előre                                        | 1:12,8  | Gyöngyösi László Neményi                        | 1:13,0  |
| 200 m hátúszás július 16.       | Válent Gyula Egri SZTK                         | 2:36,8 ocs | Gyöngyösi László Neményi                               | 2:48,2  | Bánki Bp. Előre                                 | 2:43,4  |
| 100 m mellúszás július 18.      | Németh Sándor Csepeli MTK                      | 1:10,8     | Hasznos István Bp. Előre                               | 1:14,4  | Demjén Ottó Ferencvárosi TC                     | 1:16,6  |
| 200 m mellúszás július 16.      | Németh Sándor Csepeli MTK                      | 2:51,2     | Hasznos István Bp. Előre                               | 2:59,2  | Hedvig Bp. Előre                                | 3:02,8  |
| 300 m vegyes úszás              | Nyéki Imre Bp. Előre                           | 4:01,6     |                                                        |         |                                                 |         |
| 4 × 100 m gyorsváltó július 16. | Egri SZTK Hevesi Svéda Válent Gyula Kádas Géza | 4:07,8     | Bp. Előre Hasznos István Bánki Nyéki Imre Mitró György | 4:09,8  | MTK Gergely Kiss Csuvik Oszkár Szathmáry Elemér | 4:15,4  |
| 4 × 200 m gyorsváltó július 18. | Egri SZTK Hevesi Svéda Válent Gyula Kádas Géza | 9:17,2     | Bp. Előre                                              | 9:18,8  | Újpesti TE                                      | 9:36,6  |
| 400 m vegyes váltó július 17.   | Csepeli MTK Tumpek György Németh Sándor Bognár | 5:11,2     | Bp. Előre Bánki Hasznos István Mitró György            |         | Egri SZTK Válent Gyula Pók Pál Kádas Géza       | 5:17,0  |

### Nők
| Versenyszám                      | Arany                                                        | Arany      | Ezüst                                                             | Ezüst  | Bronz                       | Bronz  |
| -------------------------------- | ------------------------------------------------------------ | ---------- | ----------------------------------------------------------------- | ------ | --------------------------- | ------ |
| 100 m gyorsúszás július 16.      | Novák Ilona Ferencvárosi TC                                  | 1:09,8     | Temes Judit Bp. Előre                                             | 1:11,4 | Littomeritzky Mária Neményi | 1:11,6 |
| 200 m gyorsúszás július 17.      | Székely Éva Neményi                                          | 2:34,0 ocs | Temes Judit Bp. Előre                                             | 2:41,3 | Littomeritzky Mária Neményi | 2:44,6 |
| 400 m gyorsúszás július 18.      | Székely Éva Neményi                                          | 5:28,5     | Temes Judit Bp. Előre                                             | 5:53,2 | Littomeritzky Mária Neményi |        |
| 100 m hátúszás július 17.        | Novák Ilona Ferencvárosi TC                                  | 1:18,0     | Temes Judit Bp. Előre                                             |        | Littomeritzky Mária Neményi |        |
| 200 m hátúszás                   | Novák Ilona Ferencvárosi TC                                  | 2:58,4     | Temes Judit Bp. Előre                                             | 3:09,6 | Stefán Judit Csepeli MTK    | 3:23,8 |
| 100 m mellúszás július 18.       | Székely Éva Neményi                                          | 1:20,8     | Novák Éva Ferencvárosi TC                                         |        | Temes Judit Bp. Előre       | 1:30,6 |
| 200 m mellúszás július 16.       | Novák Éva Ferencvárosi TC                                    | 2:56,6     | Székely Éva Neményi                                               | 2:59,8 | Killermann Vasas            | 3:11,2 |
| 200 m vegyes úszás               | Temes Judit Bp. Előre                                        | 2:50,2     |                                                                   |        |                             |        |
| 4 × 100 m gyors váltó július 17. | Neményi Gyepes Székely Éva Littomeritzky Mária Szőke Katalin | 4:50,0     | Ferencvárosi TC Tuczy Klára Gréger Erzsébet Novák Ilona Novák Éva | 5:14,2 | Bp. Előre                   |        |